# Поша (Арканзас)
Поша (енгл. Portia) град је у америчкој савезној држави Арканзас.

## Демографија
По попису из 2010. године број становника је 437, што је 46 (-9,5%) становника мање него 2000. године.
| Група             | 2000.       | 2010.       |
| Белци             | 468 (96,9%) | 429 (98,2%) |
| Афроамериканци    | 6 (1,2%)    | 0 (0,0%)    |
| Азијати           | 0 (0,0%)    | 0 (0,0%)    |
| Хиспаноамериканци | 8 (1,7%)    | 3 (0,7%)    |
| Укупно            | 483         | 437         |